# سید میربابایف
سید میربابایف (ترکی آذربایجانی: Seyid Mirtağı oğlu Mirbabayev؛ ۱۸۶۷ – ۱۹۵۳) موسیقی‌دان، خواننده موسیقی‌های مقامی آذربایجانی و صنعتگر حوزه نفت اواخر قرن ۱۹ و اوایل سده ۲۰ بود.
جهانگیر جهانگیروف، آهنگساز شهیر آذربایجانی، چهره سید میربابایف را در اپرای «سرنوشت خواننده» به تصویر درآورده است.

## زندگی‌نامه
سید میربابایف در سال ۱۸۶۷ در شهر باکو چشم به جهان گشود. وی در سرتاسر عمرش در باکو زندگی و فعالیت کرد.
سید میربابایف نقش فعالی در تحقق دیدارها و جلسات خوانندگان موسیقی مقامی آذربایجانی در باکو از خود نشان می‌داد. تعدادی از موسیقی‌های مقامی اجرا شده از سوی وی روی صفحه گرامافون ضبط شده‌است.
در سال ۱۹۰۶ بود که از سید میربابایف به ریگا دعوت شد تا اجرایش بر روی صفحه گراموفون ضبط شود. وی یکی از پردعوت‌ترین ستارگان آوازخوانی به مراسم‌های عروسی در باکو بود. بعد از اینکه در مراسم عروسی تنها پسر «شیخبالایف»، میلیونر وقت، عموی داماد زمینی را به سید میربابایف هدیه داد، زندگی او کاملاً دگرگون شد. چون یک چشمه نفتی در این زمین کشف شد، سید میربابایف به میلیونر تبدیل شد. اینکه بعد از این واقعه یک صنعت‌گر صنایع نفت و مردی ثروتمند شد، باعث شد از موسیقی فاصله بگیرد. وی شروع به احساس شرم‌ساری از حرفه قبلی اش کرد و حتی با جمع‌آوری ضبط صداهایش آن‌ها را شکست. سید میربابابف ساختمانی موسوم به «خانه فرماندار» را (ساخته شده در ۱۸۶۵–۱۸۶۷) خریداری کرد که از سال ۱۹۲۰ کنسرواتوار دولتی آذربایجان در آنجا قرار داشت و میربابابف آن را به فرمانداران باکو اجاره داد؛ دفتر فعلی سوکار که سید میربابایف از فردی به اسم «آرامیان» خریده و تا تصرف آذربایجان توسط شوروی در سال ۱۹۲۰ در آنجا اقامت داشت. بعد از سال ۱۹۲۰ به پاریس مهاجرت کرد.
سید میربابایف روزهای بد و اسف ناکی در پاریس تجربه کرد. در آن روزگار، «تیموربیگ آشوربیگف» از خانواده معروف «آشوربیگف‌ها» با خواننده روبرو شد و وی را با خود به تهران برد. سید میربابایف تا زمان مرگ تحت حمایت تیموربیگ آشوربیگف در این شهر زندگی کرد.
سید میربابایف در سال ۱۹۵۳ در شهر تهران درگذشت.